# SDSU Aztecs
SDSU Aztecs er atletik- and sportsholdene på San Diego State University (SDSU).
SDSU har organiserede faciliteter for baseball, basketball, amerikansk fodbold, golf, gymnastik, fodbold, tennis, track, softball, holdroning, vandpolo, svømning, dykning og kvindevolleyball.
Skolens farver er skarlagenrød og sort.

## Ekstern henvisning
- GoAztecs.com

32°46′32″N 117°04′22″V / 32.77544°N 117.07282°V